# Mijaíl Petróvich Bestúzhev-Riumin
Mijáil Petróvich Bestúzhev-Riumin (en ruso: Михаил Петрович Бестужев-Рюмин; Moscú, 1688-París, 1760) fue un noble y diplomático ruso, de la familia Bestúzhev. "conocido en la diplomacia y león de su tiempo". Su padre fue Piotr Bestúzhev-Riumin y su hermano fue Alekséi Bestúzhev-Riumin. Conde (1742).

## Biografía

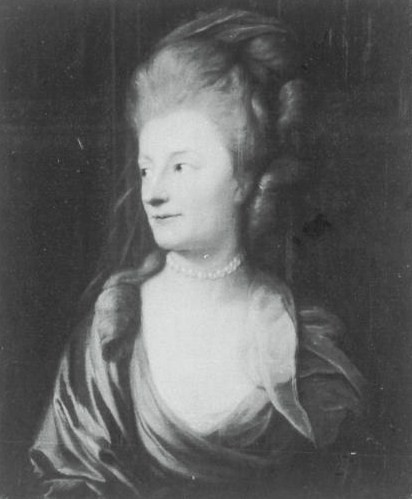
Ioganne-Henriette-Louise von Karlovitz, su segunda esposa, no reconocida en Rusia.

Nació en Moscú el 7 de septiembre de 1688 en la familia de Piotr Bestúzhev-Riumin, que llegaría a ser oberhofmeister de la duquesa Ana Ioánnovna. Mijaíl fue criado junto con su hermano Alekséi en Berlín. En 1705, Pedro el Grande le encomendó unirse a la embajada rusa -el embajador era Vasili Dolgorúkov- en Copenhague, ciudad donde realizaría estudios académicos.
Comenzó su servicio en la corte de Pedro I, participando como voluntario en la campaña del Prut (1710-1711) y tras finalizarse las operaciones militares, se dirigió en embajada con el barón Piotr Shafírov a Constantinopla, desde donde envió correspondencia al zar. Desde 1712 ayudó a su padre en Mitau y ese mismo año entró al servicio de la Princesa Coronada Carlota Cristina de Brunswick-Wolfenbüttel, hasta el fallecimiento de la princesa en 1715.
En 1720 se traslada a la embajada rusa en Londres, donde ya aparece el 23 de noviembre de 1720 tratando de interferir en la alianza entre el gobierno inglés y el Reino de Suecia en el marco de la gran guerra del Norte. El pacto contravenía la convención anglorrusa de 1715 y Bestúzhev así lo indicó. Es expulsado del país y en primavera de 1721 se encuentra en La Haya. 
Tras la conclusión del tratado de Nystad ese año, fue nombrado embajador en Estocolmo, donde actuó en beneficio del reconocimiento por parte de Suecia del título imperial de Pedro I. Asimismo firmó en 1724 un tratado defensivo entre los dos países. En 1725 fue llamado de Suecia y al año siguiente se dirigió a Varsovia en Polonia en calidad de enviado extraordinario de Catalina I. En 1730 regresa a Berlín por orden de Ana I y en 1732 se traslada nuevamente a Estocolmo, donde conseguiría prolongar hasta 1735 el pacto defensivo.
En 1739 dos agentes rusos asesinaron al mayor sueco Malcolm Sinclair a su regreso de Constantinopla con los bonos de deuda de Carlos XII. Los suecos se indignaron con este crimen, destruyendo la embajada rusa. En julio de 1741 el embajador sueco Eric Mathias von Nolcken abandonaba San Petersburgo antes de que el día 24 Suecia declarara la guerra. Bestúzhev no consiguió salir de Estocolmo y fue puesto bajo custodia.
Con la llegada a Estocolmo de Nolcken, Bestúzhev recobró la libertad. Tras destruir sus papeles diplomáticos, partió inicialmente hacia Hamburgo y Hannover, donde se reunió con el monarca inglés para intentar convencerle de la necesidad de añadir al pacto anglorruso un nuevo artículo que obligara a Inglaterra a enviar a su flota en caso de que Francia hiciera lo propio en ayuda de Suecia.
Con la subida al trono de la emperatriz Elizaveta Petrovna las negociaciones fueron interrumpidas, y Bestúzhev se trasladó a Varsovia, donde era fijado en calidad de ministro plenipotenciario. En diciembre era llamado a San Petersburgo, donde en el día de la coronación de Elizaveta recibió la Orden de San Andrés.
En 1743, Bestúzhev contrajo matrimonio con la condesa Anna Gavrílovna Yaguzhinskaya, la hija del gran canciller Golovkin. Sin embargo en julio del mismo año era arrestada por el asunto Lopujiná y el 29 de agosto fue condenada al castigo por el knut, el corte de su lengua y su exilio a Siberia. Bestúzhev mismo estuvo bajo custodia durante la instrucción.
En 1744 su hermano menor Alekséi fue puesto oficialmente al mando del departamento de política exterior, como canciller estatal. Mijaíl fue nombrado embajador en Berlín, de donde sería enviado como plenipotenciario a la corte de Augusto III en septiembre de ese año y en 1748 como embajador extraordinario a la corte de Viena.
En noviembre de 1747 Bestúzhev manifestó su deseo de casarse con Ioganne-Henriette-Louise von Karlovitz, viuda del ober-shenk Gaugvitz. La emperatriz no le respondió, puesto que la mujer legal de Bestúzhev se encontraba en el exilio en Siberia. Bestúzhev legalizó la unión en Sajonia el 16 de marzo de 1749, lo que encolerizó a la zarina. Se le retiraron los honores de embajador en Viena, negándosele audiencia. En su auxilio salieron el favorito de la emperatriz Alekséi Razumovski y el vicecanciller Mijaíl Vorontsov. Elizaveta deseaba ver a la mujer, que no había temido el casarse con un hombre aún casado, pero el diplomático no acudió con presteza por la enfermedad de su esposa. La cólera de la emperatriz perdió intensidad, pero el matrimonio no fue reconocido
En 1752 Bestúzhev fue llamado a San Petersburgo, pero cayó enfermo de camino y solo llegaría a Rusia solamente tres años después, tras pasar su convalecencia en Dresde. En 1756 fue nombrado embajador extraordinario en Francia. Las relaciones con su hermano menor, que no le había ayudado en los momentos difíciles ante la emperatriz, se habían deteriorado hasta tal grado que, tras conocer su arresto, Mijaíl Petróvich declaró a Vorontsov que no le afectaba, por lo mucho que su hermano le había hecho sufrir.
Bestúzhev falleció el 26 de febrero de 1760 en París. Por deseo del difunto, su cuerpo fue trasladado a Rusia. Al no tener descendencia, su herencia pasó por su sobrino Mijaíl Volkonski, educado en su casa.